# Mitopsicologia
Per mitopsicologia si intende l'esegesi del mito su chiave psicologica.
L'esempio classico è il mito di Edipo, ma altri se ne possono fare: il mito viene considerato rappresentazione di archetipi di personalità e di comportamento.
Carl Gustav Jung e Jean S. Bolen, insieme ad altri studiosi, hanno notevolmente contribuito ad una psicologia diversa del maschile e del femminile, prendendo come esempi le divinità greche. A dire il vero, la mitopsicologia riguarda i miti di ogni era e di ogni civiltà; tuttavia, le divinità dell'antica Grecia sono state usate molto di più per le numerose testimonianze scritte che sono pervenute sui miti e sulle leggende delle divinità dell'Olimpo.
J. Bolen ha tracciato le figure archetipiche delle dee e degli dei nelle persone; tali archetipi sono dei modelli innati, che plasmano gran parte del carattere di una persona. Conoscerli significa conoscere la propria persona e le altre, permette di intuire i modelli comportamentali che un individuo realizza, consapevolmente o meno.
Nelle opere della Bolen, possiamo vedere i modelli archetipici femminili di Era, Demetra e Persefone (dee vulnerabili, che trovano cioè piena realizzazione con altre persone), Artemide, Estia e Atena (dee invulnerabili, che si realizzano pienamente senza l'appoggio di altri individui) e Afrodite (dea che non rientra nelle due tipologie sopra dette, incarnandole entrambe) anche se lo psicanalista Claudio Risé distingue tre archetipi all'interno della Venere (oltre Venere stessa, introduce la figura della prostituta sacra e della Pizia).
Circa gli uomini, la mitopsicologia distingue tre figure principali, gli dei padri (Zeus, Poseidone e Ade) e un uomo ne incarnerebbe uno di essi, mentre gli dei figli (Ares, Dioniso, Ermes, Apollo, Efesto) corrispondono agli archetipi presenti in modo minore in un individuo. Per la mitopsicologia, in un uomo possono essere presenti vari archetipi, in modo ora maggiore ora minore, sia maschili che femminili. L'analisi non deve però concludersi nella presa visione del proprio archetipo, poiché la vita è varia, mutevole, e attaccarsi solo al proprio archetipo condanna l'individuo alla staticità. È bene sviluppare altri archetipi, a seconda delle situazioni che la vita offre.